# Anton Pronk
Anton Pronk (Ámsterdam, 21 de abril de 1941-Purmerend, 26 de agosto de 2016) fue un futbolista neerlandés que jugaba en la demarcación de defensa.

## Selección nacional
Jugó un total de 19 partidos con la selección de fútbol de los Países Bajos. Hizo su debut el 14 de mayo de 1961 en un partido contra Alemania Oriental de clasificación para la Copa Mundial de Fútbol de 1962 que finalizó con un resultado de empate a uno tras los goles de Henk Groot por parte de los Países Bajos y de Dieter Erler por parte de Alemania Oriental. También disputó la clasificación para la Eurocopa 1964. Su último partido lo jugó para la clasificación para la Copa Mundial de Fútbol de 1970 el 7 de mayo de 1969 contra Polonia.

## Clubes
| Club       | País         | Año       | Partidos | Goles |
| ---------- | ------------ | --------- | -------- | ----- |
| AFC Ajax   | Países Bajos | 1960-1969 | 258      | 6     |
| FC Utrecht | Países Bajos | 1970-1974 | 64       | 1     |

## Palmarés

### Campeonatos nacionales
| Título     | Club     | País         | Año  |
| ---------- | -------- | ------------ | ---- |
| Eredivisie | AFC Ajax | Países Bajos | 1966 |
| Eredivisie | AFC Ajax | Países Bajos | 1967 |
| Eredivisie | AFC Ajax | Países Bajos | 1968 |
| Eredivisie | AFC Ajax | Países Bajos | 1970 |
| Copa KNVB  | AFC Ajax | Países Bajos | 1961 |
| Copa KNVB  | AFC Ajax | Países Bajos | 1967 |
| Copa KNVB  | AFC Ajax | Países Bajos | 1970 |